# Fomerey
Fomerey es una comuna francesa situada en el departamento de Vosgos, en la región de Gran Este.

## Demografía
| 103 | 112 | 96 | 105 | 112 | 120 | 147 |
| Para los censos de 1962 a 1999 la población legal corresponde a la población sin duplicidades (Fuente: INSEE [Consultar]) |     |    |     |     |     |     |